# Dani Rodrik
Dani Rodrik (* 14. srpna 1957 Istanbul) je turecký ekonom židovského původu. Je profesorem na Harvardově univerzitě a šéfredaktorem časopisu Global Policy. Zabývá se zejména globalizací, politickou ekonomií a mezinárodním ekonomických systémem. K jeho nejznámějším knihám patří Has Globalization Gone Too Far? (1997), The Globalization Paradox: Democracy and the Future of the World Economy (2011) a Economic Rules: The Rights and Wrongs of the Dismal Science (2015). Bývá označován za obhájce ekonomického protekcionismu, představitele "kritiky globalizace zprava" a hlavního inspirátora ekonomické politiky Donalda Trumpa.